# Televiziunea Română
Televiziunea Română (TVR) ist die öffentlich-rechtliche Fernsehgesellschaft Rumäniens.

## Geschichte
Erste experimentelle Bildübertragungen wurden 1925 im Laboratorium für Akustik & Optik der Universität von Bukarest und 1937 im Rahmen einer Konferenz der Fakultät der Wissenschaften in Bukarest aufgeführt und aufgrund des großen Interesses noch einmal wiederholt. Fernsehsendungen gab es ab 23. August 1955 für einige Dutzend Empfangsgeräte in Bukarest aus einem experimentellen Fernsehstudio, das unter der Leitung von Alexandru Spătaru vom Zentralen Telekommunikationslabor mit Geräten aus eigener Forschung sendete. Zum 1. Januar 1956 wurde Televiziunea Română gegründet, die erste reguläre Sendebetrieb fand jedoch erst am 31. Dezember 1956 mit der Neujahrsbotschaft aus einem neuen Studio mit sowjetischer Technik statt und verbreitete die von Petru Groza, dem Präsidenten des Präsidiums der Großen Nationalversammlung verlesene Botschaft der politischen Macht an die Bürger. Er zog Bilanz des zu Ende gehenden Jahres mit Bezug auf „unseren großen Freund, die Sowjetunion“ und zählte die außenpolitischen Erfolge Rumäniens auf (u. a. erste Teilnahme Rumäniens an einer UN-Konferenz) und richtete Glückwünsche an „die arbeitende Bevölkerung in Städten und Dörfern, an diejenigen, die auf den Feldern arbeiten, an die Ingenieure, aber auch an die Wissenschaftler oder an diejenigen, die in Kunstwerken dem neuen Leben unseres fleißigen und weisen Volkes Ausdruck verleihen“.
Die Staatspropaganda beim Fernsehen begann bereits mit der unrealistischen Ankündigung in der offiziellen Parteizeitung Scinteia, der Sender mit bescheidenen 15 kW Sendeleistung könne einen Radius von rund 100 km rund um den Sender in Bukarest versorgen, was allenfalls für das topografisch besonders günstig gelegene Buzău zutraf. Anfang 1957 war das Programm donnerstags, samstags und sonntags ab 19:00 Uhr in Bukarest, Ploiești und Teilen der Region Buzău zu empfangen. Die Massenmedien wie auch das Fernsehen waren ideologisch der Propaganda- und Agitationsabteilung des Zentralkomitees untergeordnet und blieben es bis zur Revolution 1989. Das Fernsehen diente bis dahin vor allem politischen Zwecken.
Die relativ frühe Festlegung auf den SECAM-Farbstandard liegt nicht (nur) darin begründet, dass der Ostblock einheitlich das französische System übernahm, sondern auch an einem Lizenzpaket des französischen Unternehmens Thomson-CSF, das Lizenzen für Transistorradioempfänger, Schwarzweißfernseher (das Modell Clarville) und verschiedene elektronische Komponenten umfasste und damit Rumänien den Einstieg in die Lizenzproduktion ermöglichte (ab 1961).
Bis 1961 gab es nach Angaben des World Radio TV Handbook 1961 Sender in Bukarest (als einziger mit inzwischen auf 20 kW erhöhte Sendeleistung) und Kleinsender zur lokalen Fernsehversorgung in den Ballungszentren von Bacău (Relaissender), Brașov, Pitești und Bârlad. Das Programm umfasste wenige Wochenstunden. Die ersten Fernseher vom Typ VS43–611 wurden importiert, der Rest der lizenzierten Geräte von 15.000 Stück bei Electronica in Baicului hergestellt. Bis dahin waren sowjetische Modelle in kleiner Stückzahl verfügbar. Die Programmagenda folgte den großen Richtlinien der Politik. Mit der Distanzierung von Moskau nahm die Zahl sowjetischer Produktionen ab, während die Zahl westlicher zunahm.

### TVR während der Ära Ceaușescu
Die vom Generalsekretär verlesenen Berichte folgten einer festen Struktur, die bis 1989 beibehalten wurde. Auf dem Parteitag 1965 präzisierte Nicolae Ceaușescu die Rolle des Fernsehens wie folgt: „Mit ihrer großen Reichweite haben Radio und Fernsehen wichtige Aufgaben bei der Verbreitung der Parteipolitik unter den Massen, bei der Erziehung der Massen im Geiste des Patriotismus und des sozialistischen Internationalismus und bei der Förderung der Werte unserer nationalen und universellen Kultur. Radio und Fernsehen müssen … alle Aspekte des gesellschaftlichen Lebens abdecken sowie die Präsentationsmöglichkeiten verbessern…, um den politischen und kulturellen Horizont der Massen zu erweitern.“
1969 bezog TVR neue Räumlichkeiten in der Calea Dorobanților, entworfen von dem Architekten Tiberiu Ricci, wo der Sender auch heute noch seinen Sitz hat. Im Jahr zuvor wurde ein zweites Programm unter dem Namen TVR 2 gestartet. Dieses wurde jedoch im Jahr 1985 durch das Nicolae Ceaușescu initiierte „Energiesparprogramm“ wieder eingestellt und erst wieder im Februar 1990 aktiviert. In dieser Zeit übertrugen die zwei Stunden Fernsehprogramm pro Tag beispielsweise die „Arbeitsbesuche“ des Präsidentenpaares, Berichte über den „sozialistischen Wettbewerb“ oder das Festival „Cantarea Romaniei“. 1964 soll es erste Farbvorfürhungen nach SECAM-Standard gegeben haben, in den Studios wurden Sendungen ab 1972 in Farbe produziert. Mitunter wird angegeben, Rumänien habe als eines der letzten Länder weltweit erst in den 1980er Jahren auf Farbfernsehen umgestellt. Das liegt daran, dass erst 1983 die ersten Farbfernsehgeräte für die Bevölkerung verfügbar waren. Dies ermöglichte zwischenzeitlich die problemlose Umstellung von SECAM- auf PAL-System.

### Rumänische Revolution
1989 spielte TVR während der Rumänischen Revolution eine entscheidende Rolle. Am Abend des 22. Dezember 1989 besetzten Rebellen das TVR Gebäude und gaben die Flucht Ceaușescus bekannt. Der Name des Sender wurde in Televiziunea Română Liberă TVRL (Freies Rumänisches Fernsehen) umbenannt. Die Frontul Salvării Naționale (FSN) verwendete den Sender weiterhin als Propagandainstrument. Dies gipfelte in den 3. Mineriaden im Juni 1990, woraufhin der Sender den Zusatz Liberă strich und wieder zu TVR wurde.
Seit 1993 ist TVR Mitglied in der Europäischen Rundfunkunion (EBU). 2016 geriet der Sender in finanzielle Schwierigkeiten und konnte seinen finanziellen Verpflichtungen in der Höhe von 16 Mio. CHF nicht mehr nachkommen und wurde mit einer Sperre belegt. Die Säumigkeit reicht nach Angabe der EBU bis Januar 2007 zurück. Es drohte ein Insolvenzverfahren, das eine Restrukturierung des Senders jedoch ermöglichen könnte. Es gelang jedoch eine Einigung zwischen der EBU und TVR zu erzielen, wodurch die Sperre im darauffolgenden Jahr wieder aufgehoben werden konnte.

## Programm
TVR strahlt unter anderem die Fernsehprogramme TVR 1 (seit 1956) und TVR 2 (1968 bis 1985, seit 1990) aus. 1995 startete der Auslandsdienst TVR International. TVR HD startete 2008 mit ersten Sendungen in HDTV. Ebenfalls 2008 starteten TVR 3, das Sendungen der TVR Regionalstudios zeigt und TVR Info (seit 2012 TVR News) sowie das Kulturprogramme sendende TVR Cultural, das 2012 wieder eingestellt wurde. 2019 wurde TVR HD durch TVR 1 HD und TVR 2 HD ersetzt.
| Name              | Logo | Beschreibung | Sendestart                      |
| ----------------- | ---- | --- | ------------------------------- |
| TVR 1             |      | Unterhaltungs-, Sach-, Nachrichten- und Public-Affairs-Programmen.                                                                | 31. Dezember 1956               |
| TVR 2             |      | Von Mitte der 2010er Jahre bis zum Relaunch von TVR Cultural im Jahr 2022 lag der Schwerpunkt auf Kunst- und Kulturprogrammen     | 2. Mai 1968 19. Februar 1990    |
| TVR 3             |      | Überträgt eine Mischung aus lokalen Programmen, die von den sechs regionalen Sendern von TVR produziert werden.                   | 10. Oktober 2008                |
| TVR Cultural      |      | Hauptsächlich werden neue Programme und Archivprogramme mit Bezug zu Kunst und rumänischer Kultur angeboten.                      | 26. April 2002 1. Dezember 2022 |
| TVR Folclor       |      | Bietet Musik- und Kulturprogramme, die sich auf die Folklore und das Erbe Rumäniens und seiner ländlichen Regionen konzentrieren. | 27. November 2023               |
| TVR Info          |      | Schwerpunkt liegt auf Nachrichten und Dokumentation                                                                               | 31. Dezember 2008 22. Juni 2022 |
| TVR Internațional |      | Der Auslandsdienst von TVR, der sich an die rumänische Diaspora richtet.                                                          | 1. Dezember 1995                |
| TVR Moldova       |      | TVRs regionaler Fernsehdienst für die Republik Moldau.                                                                            | 1. Dezember 2013                |
| TVR Sport         |      | Der Sportkanal von TVR, der Fußball, Volleyball, Schwimmen, Wasserball, Gymnastik, Boxen, Snooker, Schach, Tennis usw. überträgt. | 30. März 2024                   |
| TVR Cluj          |      | Regionaler Sender für die Kreise Cluj, Alba, Bihor, Sălaj, Bistrița-Năsăud, Satu Mare und Maramureș.                              | 3. Januar 1990                  |
| TVR Craiova       |      | Regionaler Sender für die Kreise Dolj, Mehedinți, Gorj, Vâlcea, Olt, Argeș und Teleorman.                                         | 1. Dezember 1998                |
| TVR Iași          |      | Regionaler Sender für die Gebiete Moldau und Bukowina.                                                                            | 3. November 1991                |
| TVR Tîrgu Mureș   |      | Regionaler Sender für die Kreise Mureș, Harghita, Covasna, Brașov und Sibiu.                                                      | 6. Mai 2008                     |
| TVR Timișoara     |      | Regionaler Sender für die Kreise Timiș, Caraș-Severin, Hunedoara und Arad.                                                        | 17. Oktober 1994                |